# سعر مرجعي
المعدل المرجعي أو سعر مرجعي هو المعدل الذي يحدد المردودات في العقد المالي والتي تكون خارجة عن سيطرة أطراف العقد. غالبًا ما يكون شكلًا من أشكال معدل الليبور، ولكنه قد يتخذ عدة أشكال، مثل مؤشر أسعار المستهلك أو مؤشر أسعار المنازل أو معدل البطالة. يختار أطراف العقد معدلًا مرجعيًا لا يملك أي طرف من الطرفين القدرة على التلاعب به.

## أمثلة على الاستخدام
الاستخدام الأكثر شيوعًا للمعدلات المرجعية هو أسعار الفائدة قصيرة الأجل مثل الليبور في الأوراق النقدية ذات الأسعار المتغيرة والقروض والمقايضات والعقود الآجلة لمعدلات الفائدة قصيرة الأجل وما إلى ذلك. يتم حساب المعدلات من قبل مؤسسة مالية مستقلة، مثل جمعية المصرفيين البريطانيين (BBA) كمتوسط للأسعار المقتبسة من قبل لجنة كبيرة من البنوك، لضمان الاستقلال.
في سوق المشتقات الائتمانية يتم استخدام مفهوم مشابه للمعدلات المرجعية. لا يتم تحديد المكاسب من خلال معدل الفائدة، ولكن من خلال الأحداث المحتملة. في هذه الحالة، يجب أن يكون المعدل المرجعي حدثًا ائتمانيًا محددًا بدقة شديدة، للتأكد من عدم وجود خلاف حول ما إذا كان الحدث قد وقع أم لا .